# Fox Ridge
Fox Ridge ist ein Gebirgskamm des McLeod-Massivs im ostantarktischen Mac-Robertson-Land. Im östlichen Teil der Aramis Range in den Prince Charles Mountains ragt er rund 8 km westlich des Beaver Lake auf.
Vermessungen und Luftaufnahmen der Australian National Antarctic Research Expeditions dienten seiner Kartierung. Der Gebirgskamm war 1969 Standort einer Station für Tellurometervermessungen dieser Forschungsreihe. Das Antarctic Names Committee of Australia (ANCA) benannte ihn nach J. Fox, der dabei eine der Mannschaften zur Vermessung der Prince Charles Mountains leitete.